# NGC 1161
NGC 1161 је лентикуларна галаксија у сазвежђу Персеј која се налази на NGC листи објеката дубоког неба.
Деклинација објекта је + 44° 53' 51" а ректасцензија 3h 1m 14,1s. Привидна величина (магнитуда) објекта NGC 1161 износи 11,1 а фотографска магнитуда 12,1. NGC 1161 је још познат и под ознакама UGC 2474, MCG 7-7-15, CGCG 540-26, KCPG 86B, IRAS 02579+4442, PGC 11404.